# SWA/SIG/ABB (A)Be 4/8
| SWA/SIG/ABB (A)Be 4/8                                      | SWA/SIG/ABB (A)Be 4/8 | SWA/SIG/ABB (A)Be 4/8 | SWA/SIG/ABB (A)Be 4/8 | SWA/SIG/ABB (A)Be 4/8 |
| ---------------------------------------------------------- | --------------------- | --------------------- | --------------------- | --------------------- |
| Bauartbezeichnung:                                         | RBS ABe 4/8           | RBS Be 4/8            | WSB Be 4/8            | BD Be 4/8             |
| Nummerierung:                                              | 65–72                 | 62–64                 | 28–34                 | 21–25                 |
| Anzahl:                                                    | 8                     | 3                     | 7                     | 5                     |
| Inbetriebsetzung:                                          | 1992                  | 1993                  | 1992                  | 1993                  |
| Achsformel:                                                | B0’2’+ 2’B0’          | B0’2’+ 2’B0’          | B0’2’+ 2’B0’          | B0’2’+ 2’B0’          |
| Spurweite:                                                 | 1000 mm               | 1000 mm               | 1000 mm               | 1000 mm               |
| Länge über Kupplung:                                       | 40,00 m               | 40,00 m               | 40,69 m               | 37,39 m               |
| Breite:                                                    | 2,65 m                | 2,65 m                | 2,65 m                | 2,65 m                |
| Achsstand Triebdrehgestelle: Laufdrehgestelle:             | 2000 mm 1800 mm       | 2000 mm 1800 mm       | 2000 mm 1800 mm       | 2000 mm 1800 mm       |
| Dienstmasse (tara):                                        | 57,1 t                | 57,1 t                | 57,1 t                | 54,0 t                |
| Bruttomasse:                                               | 77,5 t                | 77,5 t                | 77,5 t                | 73,6 t                |
| Höchstgeschwindigkeit:                                     | 90 km/h               | 90 km/h               | 90 km/h               | 80 km/h               |
| Kurzzeitleistung:                                          | 1114 kW               | 1114 kW               | 1114 kW               | 960 kW                |
| Dauerleistung:                                             | 640 kW                | 640 kW                | 640 kW                | 480 kW                |
| Dauerzugkraft                                              | 48 kN                 | 48 kN                 | 48 kN                 | 60 kN                 |
| Durchmesser Triebrad (neu): Laufrad (neu):                 | 720 mm                | 720 mm                | 720 mm                | 720 mm                |
| Stromsystem:                                               | 1200 V =              | 1200 V =              | 750 V =               | 1200 V =              |
| Sitzplätze 1. Klasse: 2. Kl. inkl. Klappsitze: Stehplätze: | 16 104 160            | – 124 160             | – 124 160             | – 108 154             |
| Kupplungstyp:                                              | GFV                   | GFV                   | GFV                   | GFV                   |

Die  SWA/SIG/ABB (A)Be 4/8 aus den Jahren 1992/93 sind elektrische Niederflur-Triebzüge der Hersteller SWA/SIG (mechanischer Teil) und ABB (elektrische Ausrüstung), die bei drei Privatbahnen unter verschiedenen Stromsystemen im Einsatz standen.

## Geschichte
Im Jahr 1988 haben die vier Privatbahnen RBS, WSB, BD und BTI nach der Annahme des Angebotskonzepts Bahn und Bus 2000 im Jahr 1987 durch das Schweizer Stimmvolk entschieden, zusammen neue Niederflur-Triebzüge zu beschaffen. Die Finanzierung des neuen Rollmaterials erfolgte über einen Rahmenkredit zur Förderung konzessionierter Transportunternehmungen für die Jahre 1988–1992. Das Gesetz schrieb vor, dass sich der Bund (vertreten durch das BAV), die Kantone und die Bahngesellschaften an der Finanzierung beteiligen. Der Bundesbeitrag wurde erst ausgelöst, als die Kantone ihren Beitrag zugesichert hatten. Der Zweck der gemeinsamen Beschaffung bestand darin, durch Vereinheitlichung der Fahrzeuge Sammelbestellungen zu ermöglichen und dadurch zu möglichst günstigen Bedingungen einkaufen zu können. Dank der Zusammenarbeit war man davon ausgegangen, rund zwanzig Millionen Franken Investitionsmittel einzusparen. Der damals geschätzte Gesamtpreis lag bei 120 Millionen Franken statt 140 Millionen. Die Sammelbestellung bewirkte aber, dass die einzelnen Unternehmungen nur noch in der Farbwahl des Aussenanstrichs und des Sitzpolsters frei waren. Die drei Bahnen entschlossen sich dann zu einer einheitlichen Lösung für Aussenanstrich, Innenausstattung und Polsterbezüge bei allen 23 Zugseinheiten.
Die ursprünglich an der Beschaffung interessierte BTI stieg vor der Bestellung aus, weil sie die finanziellen Eigenmittel nicht aufbringen konnte. Sie hatte beabsichtigt, sich mit vier Fahrzeugen an der Beschaffung zu beteiligen. So blieben drei Bahnen übrig, die im Sommer 1989 bei SWA und ABB insgesamt 22 Doppeltriebwagen bestellten. Als Ersatz für den am 24. Juni 1989 ausgebrannten Be 4/4 18 bestellte die WSB nachträglich eine weitere Einheit. Trotzdem war die Beschaffung damals eine der grössten für schweizerische Privatbahnen.

## Technik
Als Basis für die neuen Fahrzeuge wurde das bewährte Konzept der Be 4/8 herangezogen, neu wurden die Wagenboden in Niederflurbauweise zwischen den Drehgestellen abgesenkt. Eine Doppeleinheit besteht nicht mehr aus einem Trieb- und Steuerwagen, sondern aus zwei baugleichen Triebköpfen. Da die Züge neu im Baukastensystem aufgebaut wurden, waren unterschiedliche Längen realisierbar. Die Drehgestelle wurden mit Luftfederung, hydraulischen Scheibenbremsen und Magnetschienenbremsen ausgestattet. Die Triebdrehgestelle erhielten zusätzlich eine Federspeicherbremse. Der Raddurchmesser wurde auf einheitliche 720 mm festgelegt. Die beiden Triebköpfe sind mit einer nur im Depot trennbaren Kurzkupplung untereinander verbunden, wobei bei den Versionen für die WSB und BD wegen der engen Radien weniger eng gekuppelt wurde.
Die Züge sind in Umrichtertechnik mit rechnergesteuerter Leit-Elektronik aufgebaut. Es sind vier Asynchronmotoren mit einer Dauerleistung von 140–160 kW eingebaut. Durch das neue Konzept mit zwei Triebköpfen konnten zwei praktisch vollständig autonome Antriebssysteme für beide Hälften redundant aufgebaut werden. Pro Wagenhälfte wurde ein Einholmstromabnehmer montiert. Die wesentlichen Teile der elektrischen Ausrüstung wurden auf dem Dach eingebaut.

## RBS

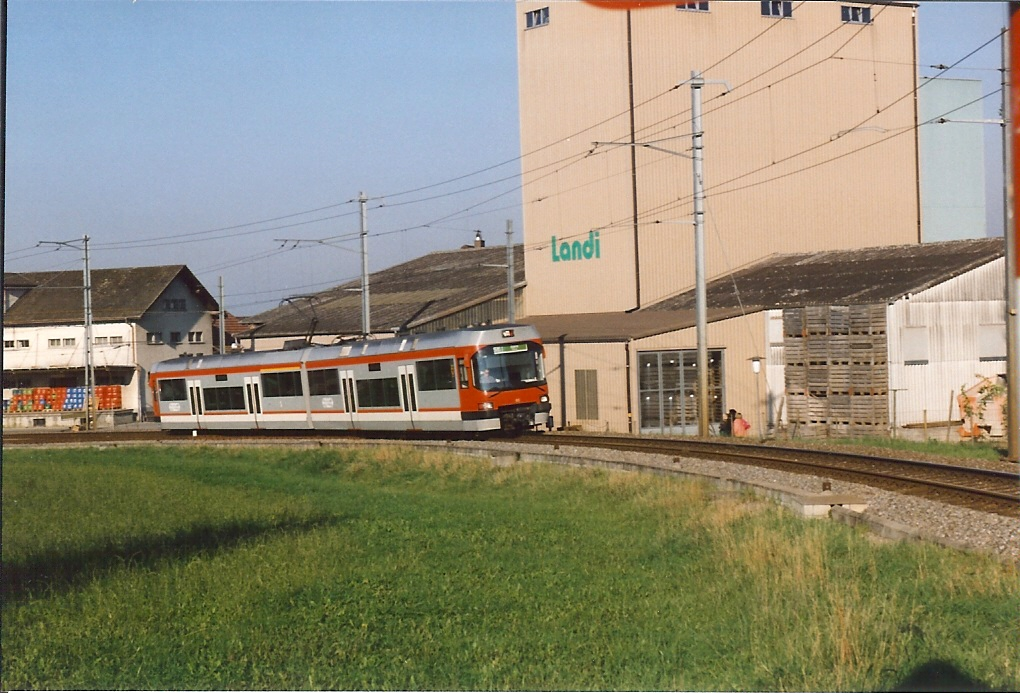
ABe 4/8 in Fraubrunnen

Aufgrund der sprunghaft gestiegenen Fahrgastzahlen durch die Einführung des 15/30-Minutenintervalls auf den Vorortslinien und dem 30/60-Minutenintervall auf der Linie Bern–Solothurn standen rasch zu wenig Fahrzeuge zur Verfügung. So mussten zur Entlastung teilweise Busse eingesetzt werden, man mietete auch bei der CJ eine dreiteilige Pendelzugkomposition. Deshalb bestellte die RBS acht ABe 4/8 für die Strecke Bern–Solothurn und drei Be 4/8 für den Vorortsverkehr.
Im Mai 1992 wurde als erster Zug der ABe 4/8 65 abgeliefert. Damit begann auch bei den Vororts- und Überlandbahnen ein neues Zeitalter der Niederflurfahrzeuge, wie sie bereits bei städtischen Verkehrsbetrieben praktiziert wurde. Am 23. Mai 1992 wurde der Zug am Tag der offenen Tür in Solothurn dem Publikum vorgestellt. Die Inbetriebnahme gestaltete sich wegen Störungen am Fahrzeug und an der Stromversorgung schwierig, Ende Juli 1992 fanden erste Probefahrten in Doppeltraktion statt. Man verzichtete aber auf Tests der Vielfachsteuerung mit den Be 4/8 41–61, da ein gemischter Einsatz erst ab 1995 vorgesehen war. Am 27. Juli 1992 wurden erste fahrplanmässige Leistungen auf der Vorortsstrecke Bern–Unterzollikofen gemacht. Am 3. August ging ein weiterer Triebzug in den Einsatz. Vom 16. August bis zum 30. September 1992 wurden dann beide Umläufe auf derselben Linie mit den neuen Fahrzeuge abgewickelt. Ab dem 1. Oktober 1992 wurden die Einsätze auf die Linie Bern–Jegenstorf ausgedehnt, zwischen Bern und Solothurn (der eigentlichen Einsatzstrecke) fanden erste Einsätze ab dem 9. Oktober 1992 ausserhalb der Spitzenzeiten statt. Kurz nach der Ablieferung wurde begonnen die Züge mit Wappen zu versehen, die die Orte entlang der Strecken repräsentieren.
| Nummer | Wappen Seite Solothurn | Wappen Seite Bern     |
| ------ | ---------------------- | --------------------- |
| 62     | Bolligen               | Ittigen               |
| 63     | Worb                   | Vechigen              |
| 64     | Stettlen               | Ostermundigen         |
| 65     | Stadt Solothurn        | Stadt Bern            |
| 66     | Urtenen                | Moosseedorf           |
| 67     | Lohn-Ammannsegg        | Lüterkofen-Ichertswil |
| 68     | Bätterkinden           | Schalunen             |
| 69     | Büren zum Hof          | Fraubrunnen           |
| 70     | Grafenried             | Jegenstorf            |
| 71     | Zuchwil                | Biberist              |
| 72     | Münchenbuchsee         | Zollikofen            |

Bereits vor der Auslieferung des ersten Zuges hatte die RBS entschieden, acht Zwischenwagen für die ABe 4/8 zu beschaffen. Sie wurden Ende 1992 bestellt. Weil die 1. Klasse in den Triebwagen beim Publikum durch den engen Sitzteiler 2+2 (in einem Schmalspurwagen) schlecht angekommen ist, entschied man sich, die Zwischenwagen als kombinierte AB-Wagen zu bauen und zum bewährten Sitzteiler 2+1 mit normalbreiten Sitzen zurückzukehren. Die Triebwagen wurden dann in reine Zweitklassfahrzeuge umgestuhlt. Die Triebzüge bekamen auf den Zwischenwagen oberhalb des 1. Klassabteils zwischen den Einstiegstüren gross die Anschrift «La Prima», welche sich rasch auch als Spitznamen für die Züge etablierte, in leicht abgeänderter Form auch als «Primeli». Im Jahr 1998 wurden auch für die verbliebenen drei Be 4/8 62–64, die bis zu diesem Zeitpunkt im Vorortsverkehr eingesetzt wurden, ein Beschaffungsantrag für Zwischenwagen AB bei Bund und Kantonen gestellt, damit eine einheitliche Flotte zur Verfügung stand und die gestiegene Nachfrage auf der Linie Bern–Solothurn abgedeckt werden konnte. Sie wurden im Jahr 1999 bestellt und 2001 abgeliefert.

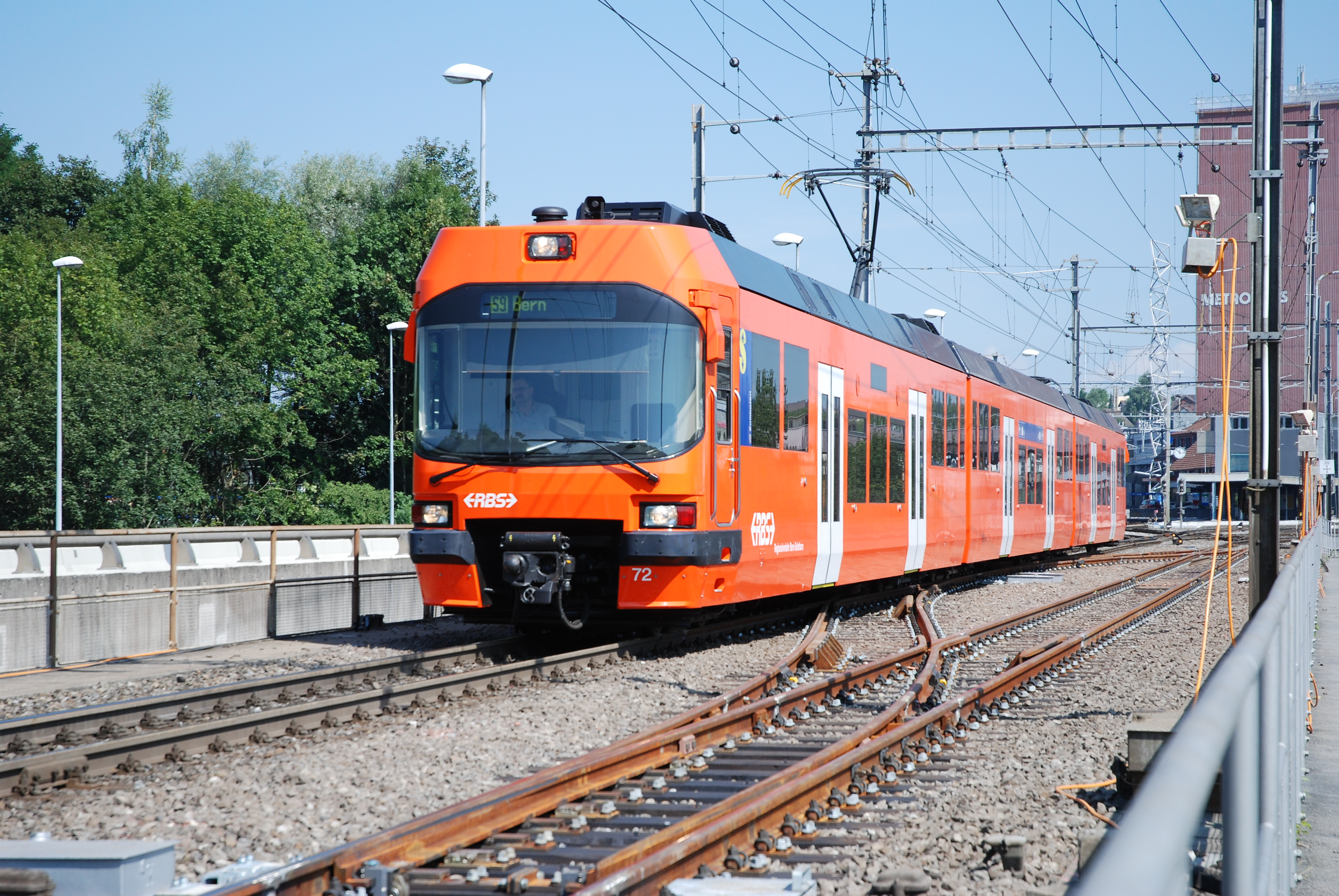
Be 4/12 72 kurz nach dem Umbau

### Umbau
Als im Jahr 2009 die neuen RABe 4/12 «NExT» abgeliefert wurden, machte sich der RBS daran, die ABe 4/12 zu erneuern. Die Züge erhielten eine Klimaanlage und eine neue Inneneinrichtung. Die 1. Klasse wurde entfernt und durch ein Multifunktionsabteil ersetzt. Es wurden 18 seitlich angeordnete Klappsitze angebracht, zudem entstand viel Platz für Kinderwagen, Rollstühle und Velos. Die Kosten für den Umbau pro Komposition beliefen sich auf eine halbe Million Franken. Dazu gehörte auch ein neuer Anstrich in der Hausfarbe orange. In Anlehnung an die frühere Bezeichnung «La Prima» hatte sich der RBS den Namen «Seconda» ausgedacht. Als erstes Fahrzeuge wurde der Be 4/12 70 am 1. Februar 2010 den Medien präsentiert und von da an auf der S9 nach Unterzollikofen eingesetzt. Als zweites Fahrzeug wurde danach der ABe 4/12 72 umgebaut, damit beide Umläufe auf der S9 abgedeckt werden konnten. Neu hatten die Züge damit 160 Sitzplätze, 18 Klappsitze und 240 Stehplätze. Die restlichen Züge wurden zunächst noch in ihrem ursprünglichen Zustand belassen, erst mit der Ablieferung der zweiten Serie «NExT» im Jahr 2013 wurden sie analog den zwei bereits existierenden Fahrzeugen angepasst. Vorgängig wurde bereits im Dezember 2012 der Be 4/12 66 umgebaut, ab Mai 2013 kamen zunächst die Be 4/12 62 und 69 aus dem Umbau, ab Juni dann monatlich ein Fahrzeug in der Reihenfolge 65, 64, 67, 71, 68 und 63. Sie wurden fortan auf der S8 nach Jegenstorf eingesetzt. Später waren auch vereinzelt Einsätze auf der S7 zu beobachten, dies vor allem am Wochenende, um die doch bereits betagten «Mandarinli» zu entlasten.
Auch heute sind die Triebzüge noch auf der S8 und S9 im Einsatz, wobei an Wochenenden auf der S9 vermehrt die neu abgelieferten Be 4/10 «Worbla» anzutreffen sind.

## WSB

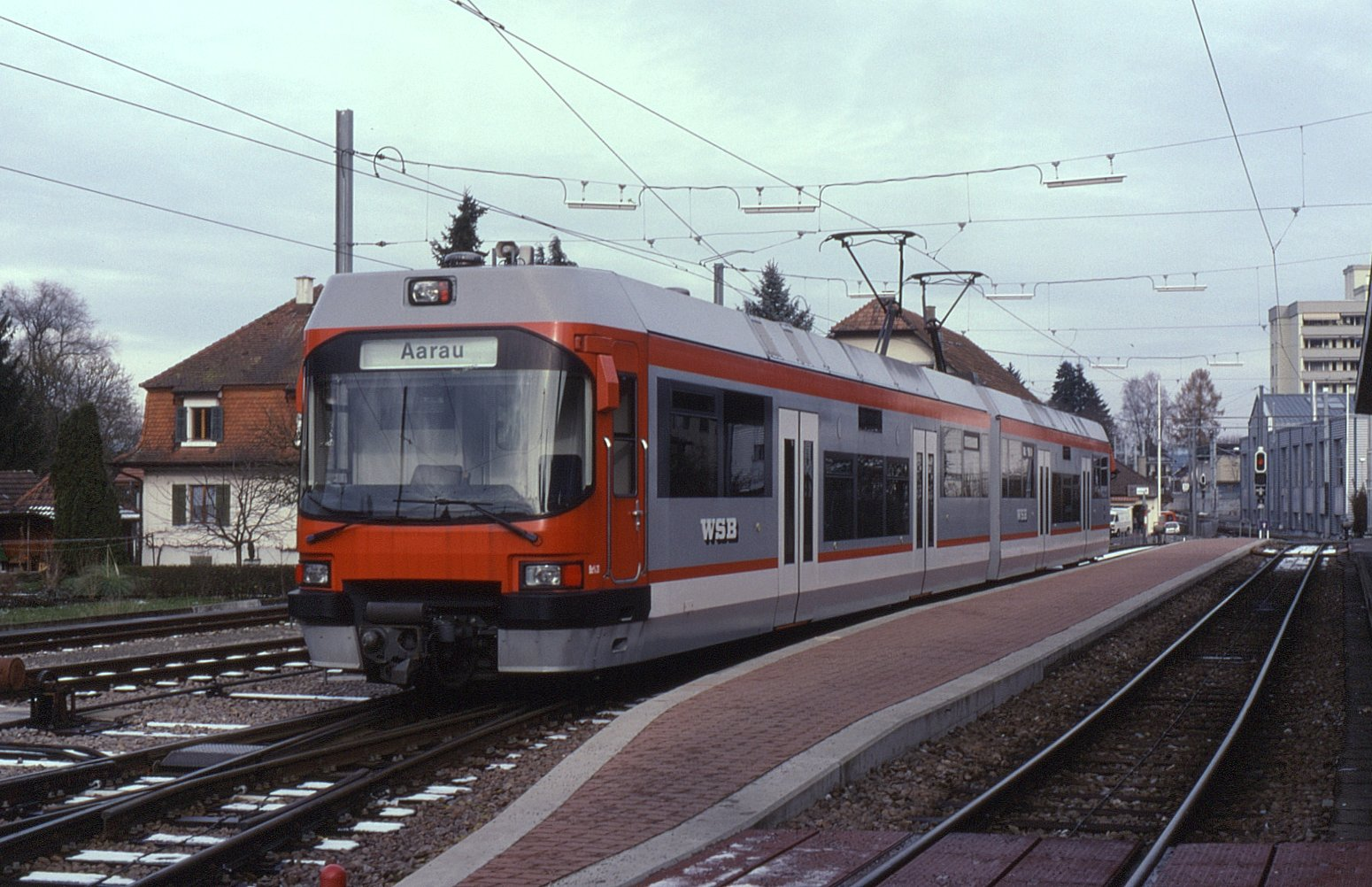
Be 4/8 in Schöftland

Auch die WSB kämpfte lange Zeit mit den gleichen Problemen wie der RBS. Die ständig steigenden Fahrgastzahlen führten dazu, dass zur Bewältigung der Verkehrsspitzen am Morgen und Abend sämtliche verfügbaren Fahrzeuge der Serien Be 4/4 9–14 (1965/66) und Be 4/4 15–27 (1978/79) mit den passenden Steuerwagen sowie die Be 4/4 7–8 (1954) mit den B 36–38 eingesetzt werden mussten. Vor allem die Fahrzeuge mit Jahrgang 1954 mussten ersetzt werden. Zudem war eine betriebliche Reserve dringend nötig, damit die Unterhaltsarbeiten ausgeführt werden konnten. Weil auch häufige Kollisionen mit Strassenfahrzeugen längere Werkstattaufenthalte nach sich zogen, entschied sich die WSB, sich an der Sammelbestellung mit sieben Triebwagen Be 4/8 zu beteiligen.
Nach der Ablieferung aller ABe 4/8 für den RBS wurde Ende September 1992 der erste Triebwagen Be 4/8 28 an die WSB abgeliefert. Ab Januar 1993 kamen die neuen Züge dann auch fahrplanmässig zum Einsatz. Die Fahrzeuge wurden ebenfalls getauft, der zusätzlich für den ausgebrannten Be 4/4 18 beschaffte Be 4/8 34 übernahm auch dessen Wappen der Gemeinde Teufenthal. Mit der Anbringung von Vollwerbung an gewissen Zügen verschwanden die Wappen und wurden später nicht mehr angebracht.
| Nummer | Wappen             |
| ------ | ------------------ |
| 28     | Kanton Aargau      |
| 29     | Bezirk Aarau       |
| 30     | Bezirk Kulm        |
| 31     | Schloss Liebegg    |
| 32     | Schloss Schöftland |
| 33     | Schneggen Reinach  |
| 34     | Teufenthal         |

Mit der Einführung der Dachmarke AAR bus+bahn im Jahr 2002 erhielten alle Fahrzeuge ohne Werbung ein neues Design in silber mit hellblauem die ganze Höhe einnehmendem Schriftzug «AAR».

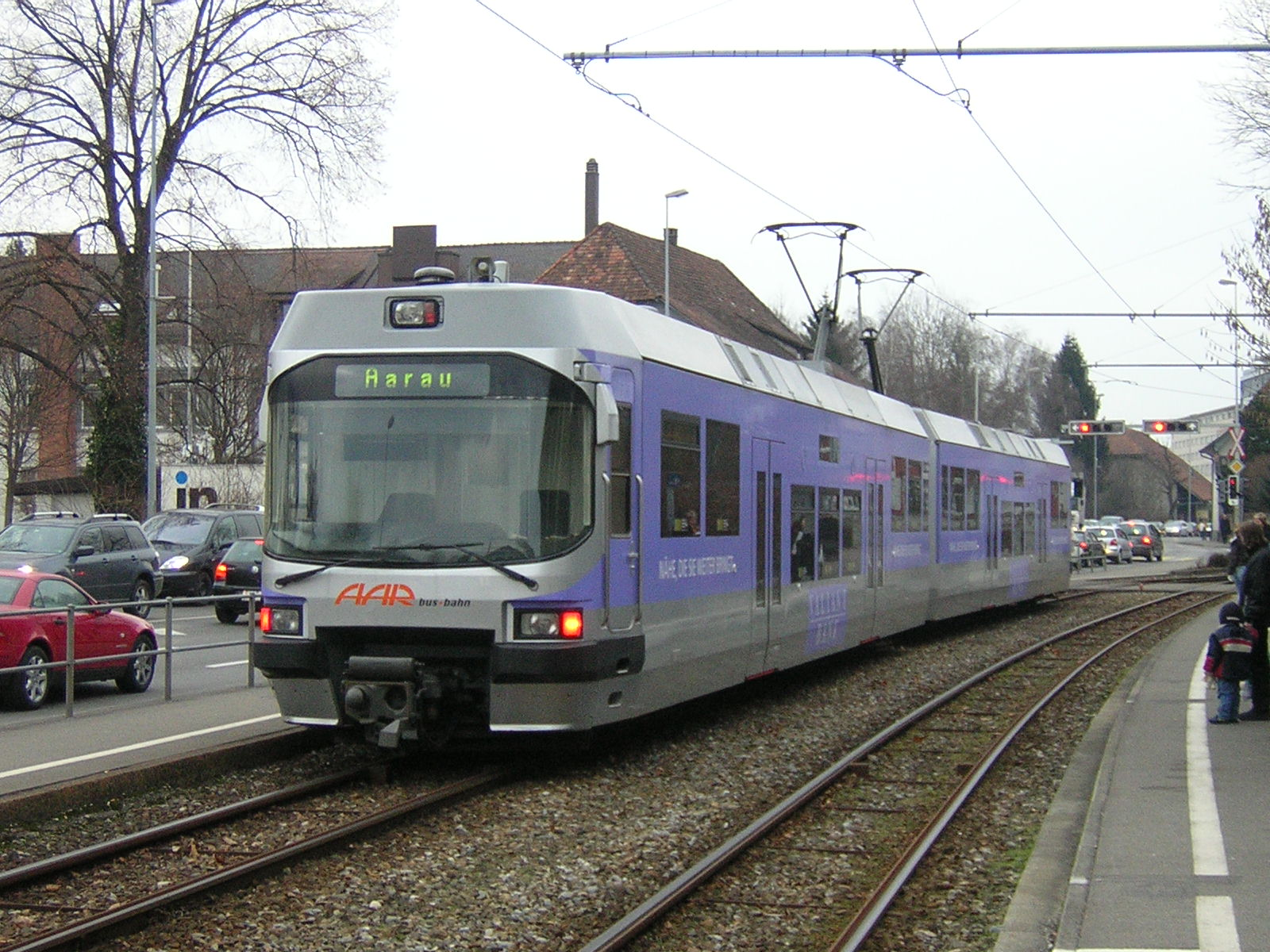
Be 4/8 29 mit Werbung für «Valiant Bank» in Suhr Ausweiche
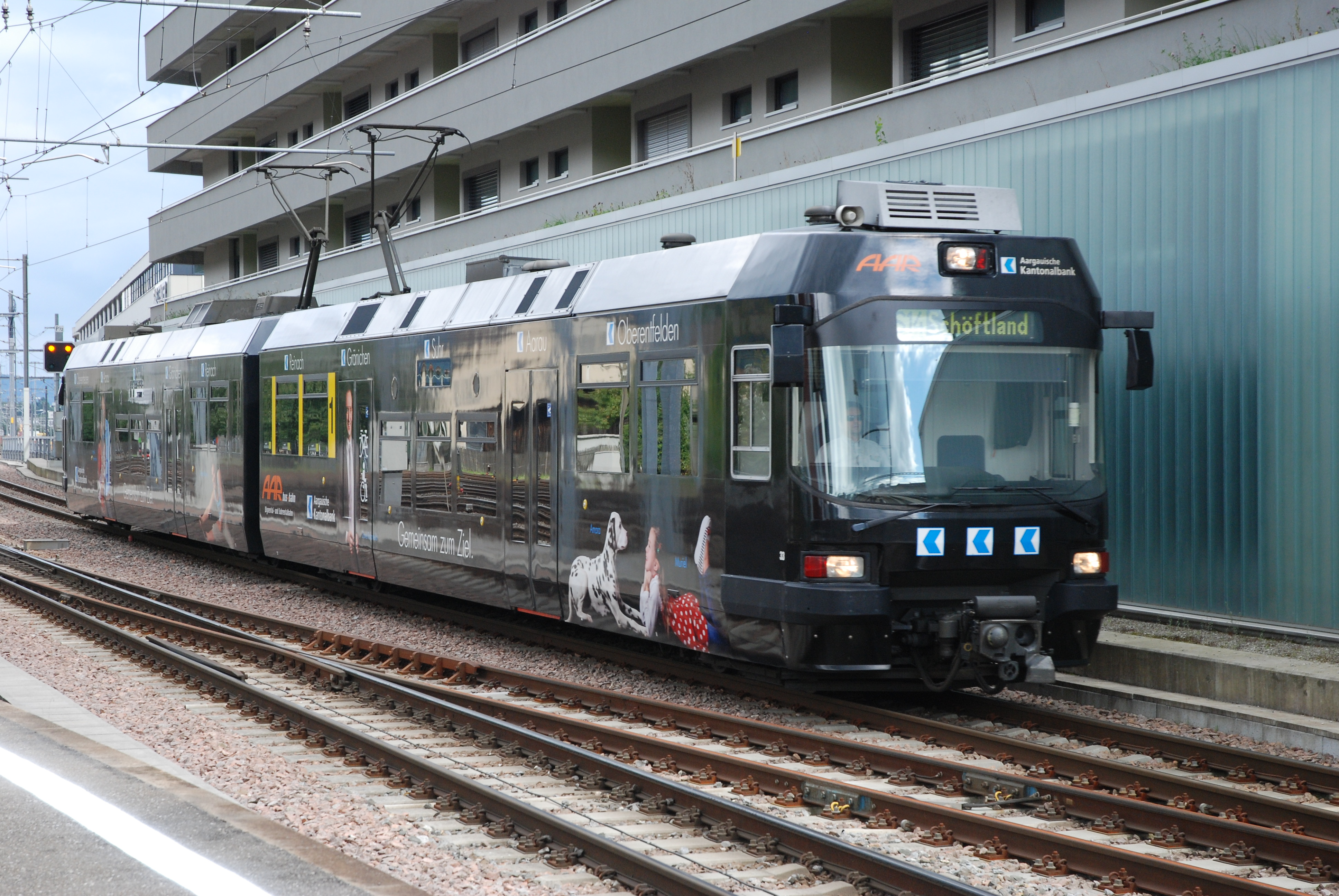
ABe 4/8 33 mit Werbung für «AKB» in Aarau
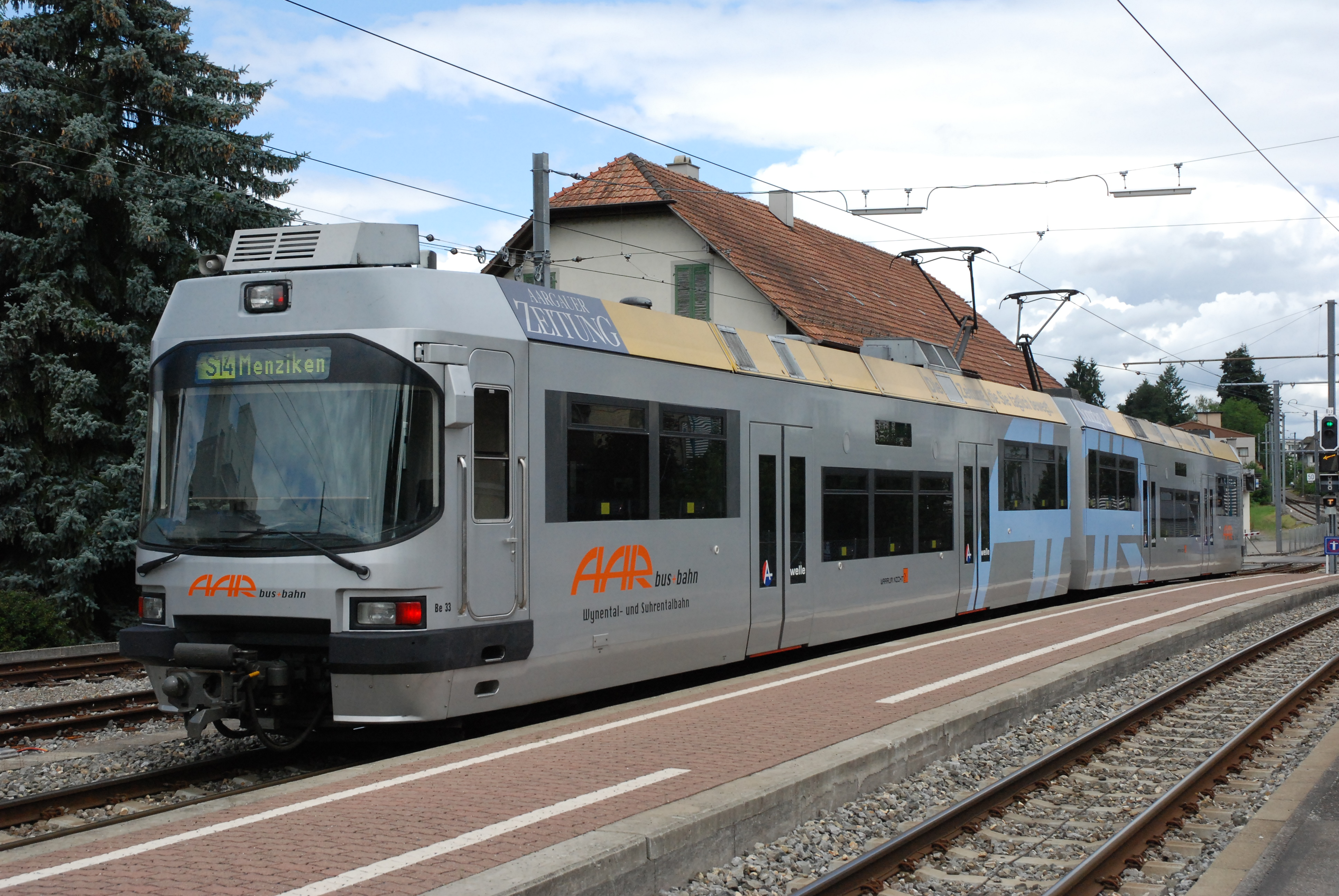
Be 4/8 33 im AAR-Design in Schöftland (noch ohne 1. Klasse)
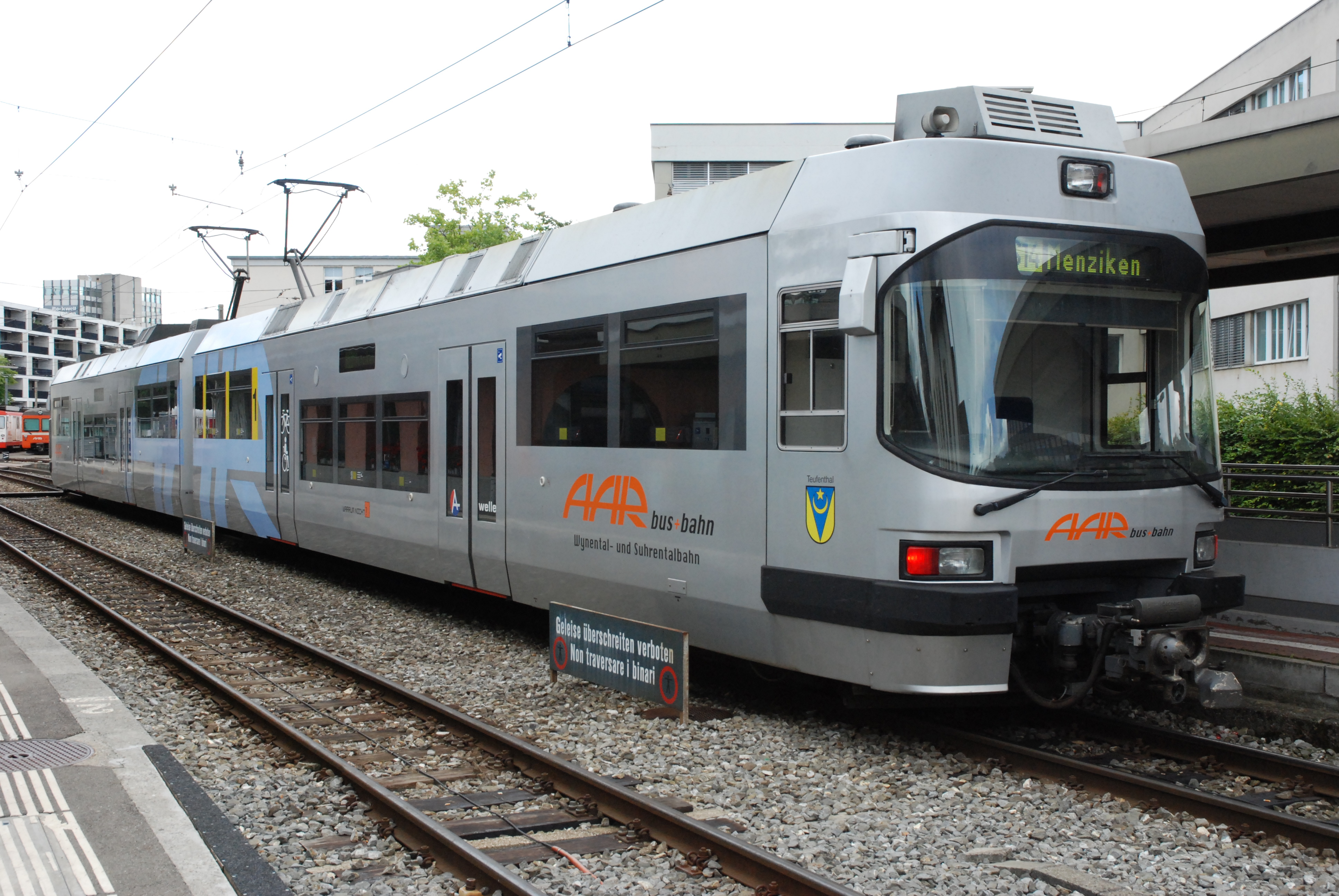
ABe 4/8 34 im AAR-Design in Aarau (mit 1. Klasse)
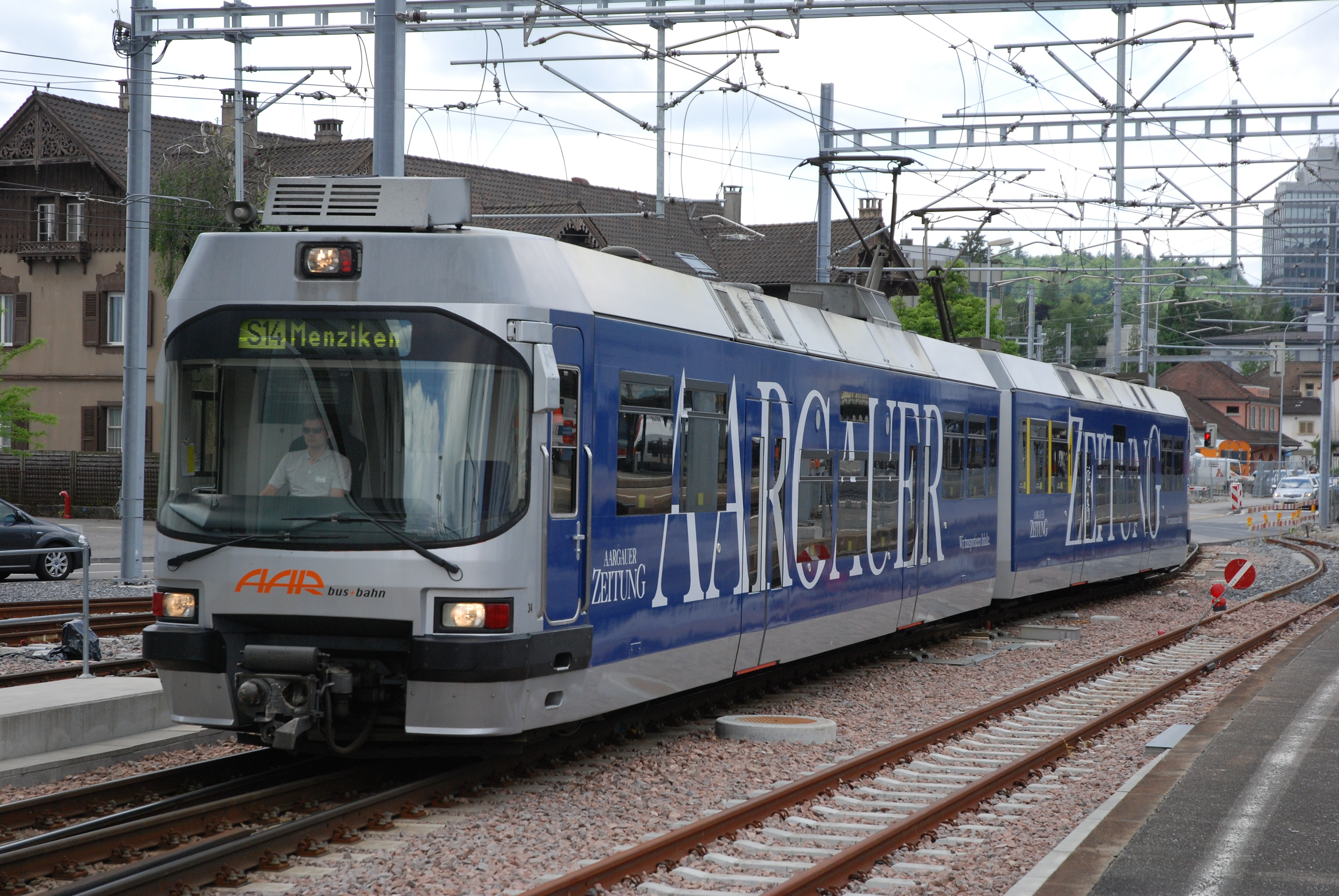
ABe 4/8 34 mit Werbung für «Aargauer Zeitung» in Aarau

Im Jahr 2008 hat sich die WSB entschlossen per Fahrplanwechsel im Dezember 2009 auf ihren Linien die 1. Klasse wieder einzuführen. Aus diesem Grund wurde bereits im August 2008 der erste Be 4/8 30 mit 1. Klass- und Multifunktionsabteil in Betrieb genommen. Ebenso wurde das ganze Fahrzeug klimatisiert und mit Videoüberwachung ausgerüstet. Die 1. Klasse konnte bis zur Einführung im Dezember 2009 auch mit Fahrausweisen der 2. Klasse benutzt werden.
Als die BDWM ab 2009 neue Triebzüge ABe 4/8 in Betrieb nahm und die baugleichen Be 4/8 (siehe auch Abschnitt unten) nicht mehr benötigte, entschloss sich die WSB die Züge zu übernehmen. Vor dem ersten Einsatz wurden die einzelnen Wagenkasten bei Bombardier in Villeneuve revidiert und umgebaut. Die Drehgestelle gingen zu Alstom nach Neuhausen, um eine neue Getriebeübersetzung einzubauen. Bei den Motoren musste für den Betrieb unter 750 V statt 1200 V die Statorwicklung und der Rotor ersetzt werden. Danach wurde jeweils ein Teil eines BDWM-Zuges mit einem Teil eines WSB-Zuges zusammengeführt, dadurch konnten 10 gleich lange neue Züge gebildet werden. Sie erhielten analog den bereits umgebauten Zügen 1. Klass- und Multifunktionsabteile, Klimaanlage und Videoüberwachung sowie eine neue Inneneinrichtung. In der nachstehenden Tabelle sieht man, welche Züge aus welchen Teilen neu zusammengestellt wurden. Die Züge 28–32 erhielten den kurzen Wagenkasten der BDWM jeweils auf der Seite Schöftland mit 1. Klasse, die Züge 35–39 Seite Menziken.
| Neue Nummer | Teil Seite Menziken | Teil Seite Schöftland | Inbetriebnahme |
| ----------- | ------------------- | --------------------- | -------------- |
| 28          | WSB 28              | BDWM 21               | Juli 2012      |
| 29          | WSB 29              | BDWM 22               | November 2010  |
| 30          | WSB 30              | BDWM 25               | April 2011     |
| 31          | WSB 31              | BDWM 23               | April 2012     |
| 32          | WSB 32              | BDWM 24               | Oktober 2011   |
| 35          | BDWM 21             | WSB 28                | Juli 2012      |
| 36          | BDWM 22             | WSB 29                | November 2010  |
| 37          | BDWM 23             | WSB 31                | April 2012     |
| 38          | BDWM 24             | WSB 32                | Oktober 2011   |
| 39          | BDWM 25             | WSB 30                | April 2011     |

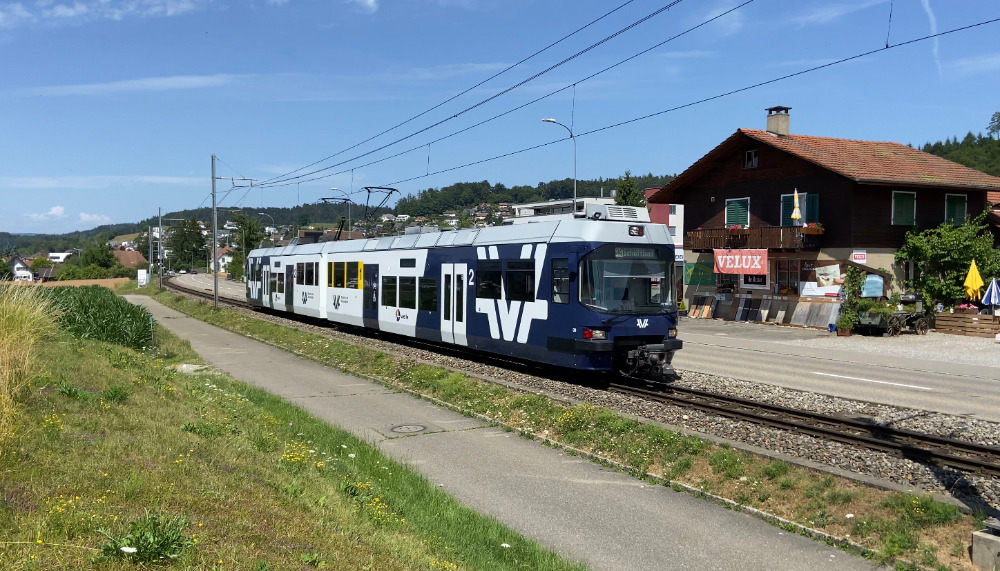
Der erste revidierte ABe 4/8 39 bei Schöftland

Die Nummern 33 + 34 blieben gleich, wurden aber analog mit 1. Klasse, Multifunktionsabteil, Klimaanlage und Videoüberwachung ausgestattet. Zudem erhielten alle Züge das neue A-Welle-Design. Auch heute tragen die ABe 4/8 zusammen mit den im Jahr 2019 abgelieferten ABe 4/12 «Saphir» die Hauptlast auf dem Netz der im 2018 neu gegründeten Aargau Verkehr.
Die ABe 4/8 durchlaufen seit Spätsommer 2022 ein zweites Refitprogramm. Die auffälligste Veränderung am Fahrzeug stellt die neue Aussenlackierung dar. Ausserdem wurde der Fahrgastraum den modernen Standards angepasst. Somit ist der zuverlässige Betrieb der ABe 4/8 bis mindestens ins Jahr 2033 gesichert. Stand Sommer 2023 haben bereits die Fahrzeuge Nr. 39 und 38 das Refitprogramm durchlaufen.

## BD

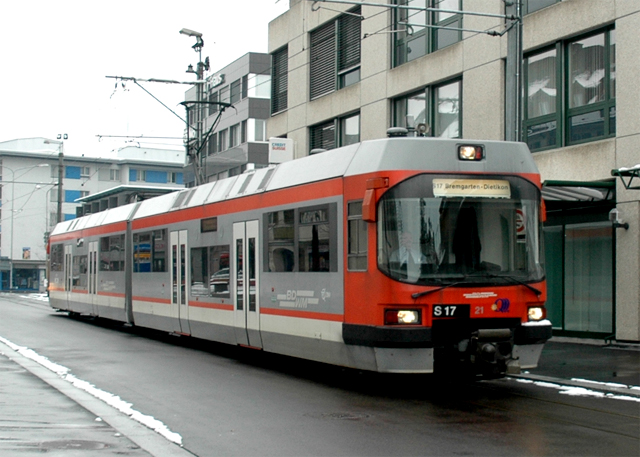
Be 4/8 21 in Dietikon

Wie der RBS und die WSB hatte auch die BD dauernd mit Fahrzeugmangel zu kämpfen. Gerade in den 80er-Jahren stiegen die Passagierzahlen stark an, als die Bahn in den Zürcher Verkehrsverbund integriert wurde. Während der Verkehrsspitzen waren alle neun BDe 8/8 im Einsatz. Deshalb schloss man sich auch der Sammelbestellung mit fünf Zügen an, damit das vorhandene Rollmaterial entlastet werden konnte und die Revision der über zwanzigjährigen Fahrzeuge durchgeführt werden konnte. Die neuen Züge erlaubten es auch zusätzliche Kapazitäten bereitzustellen. Da die BD über eine spezielle Streckentopografie mit engen Kurven und starken Steigungen verfügt, beschaffte man Züge mit kürzerem Drehgestellabstand, was daran zu erkennen war, dass zwischen den beiden Einstiegen beider Zughälften ein Abteil weniger vorhanden war.
Bereits im März 1993 konnte die BD die ersten der neu gelieferten Triebwagen im Regelbetrieb einsetzen.
Alle fünf Züge bekamen Namen in Form von Tierkreiszeichen, die auf jeweils einer Wagenhälfte mittels einem grossen Symbol dargestellt wurden.
| Nummer | Sternzeichen |
| ------ | ------------ |
| 21     | Steinbock    |
| 22     | Fische       |
| 23     | Widder       |
| 24     | Stier        |
| 25     | Löwe         |

Ab dem 1. Juni 1999 verkehrte der Be 4/8 25 mit einer Bistro-Ecke, er erhielt hinter einem Führerstand zwei Getränke- und Snackautomaten der Firma Selecta sowie Stehtische.
Im gleichen Jahr begann die BD auf den Triebwagen Ganzwerbung zu machen, als erster Zug wurde der Be 4/8 23 mit Werbung für das Aargauer Lokalradio Radio Argovia und Lokalfernsehen Tele M1 vollständig beklebt. Später folgten der Be 4/8 22 mit Werbung für die Axpo, der Be 4/8 24 für die Neue Aargauer Bank und der Be 4/8 21 für Golden-Pass-Line. Da die damalige Miss Schweiz Lauriane Gilliéron den Zug bei der Vorstellung am 5. September 2006 taufte, trug er fortan auch ihren Namen. Mit der Werbung verschwanden auch die Tierkreiszeichen auf den betroffenen Zügen. Der Be 4/8 25 blieb bis zum Schluss der einzige Triebwagen ohne Werbung. 

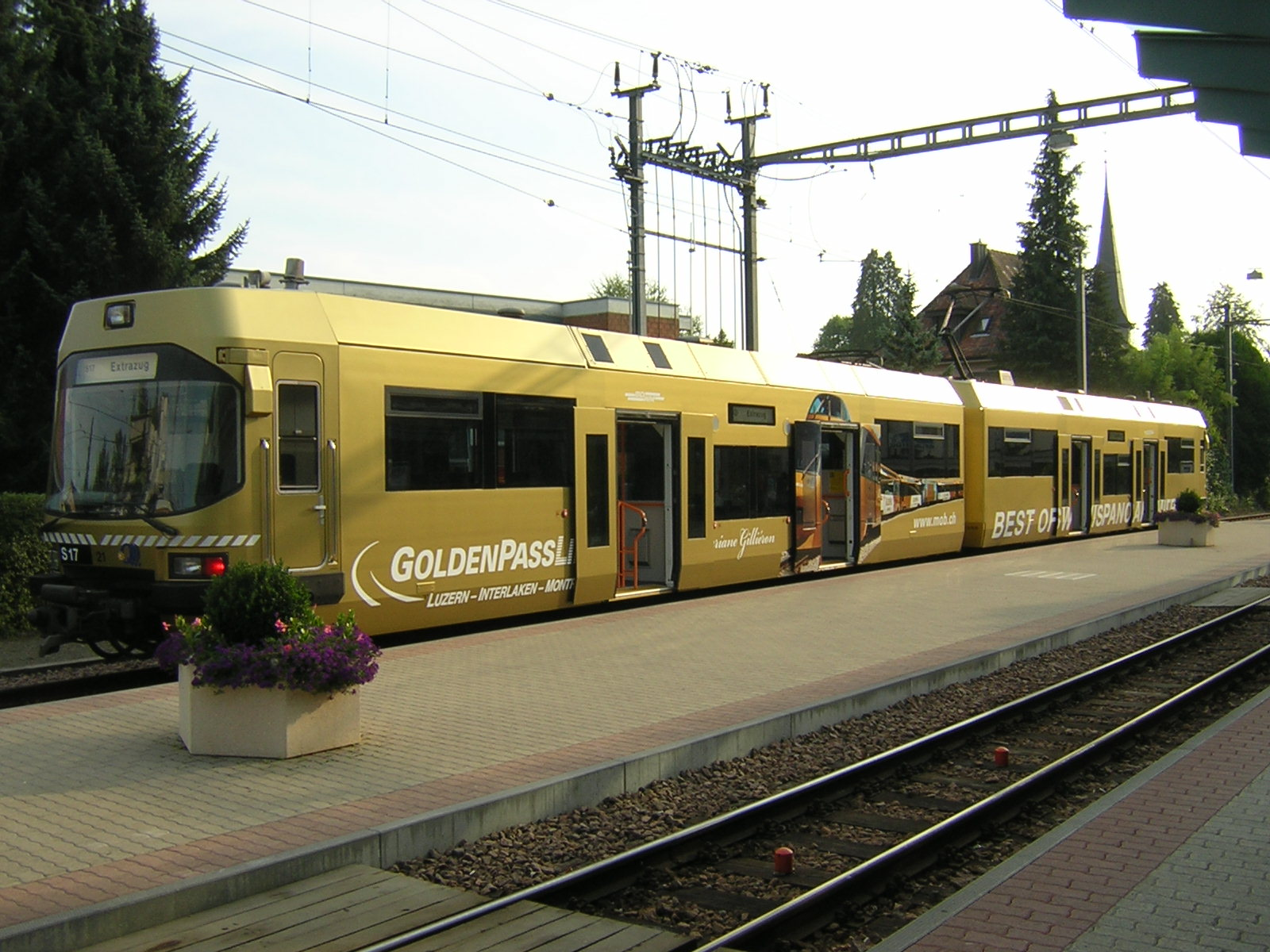
Be 4/8 21 mit Werbung für «Golden-Pass-Line» in Bremgarten
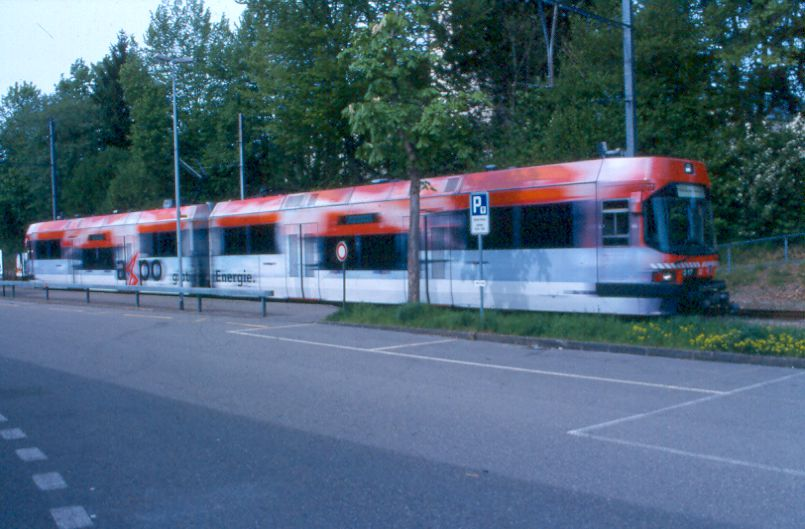
Be 4/8 22 mit Werbung für «Axpo» in Wohlen
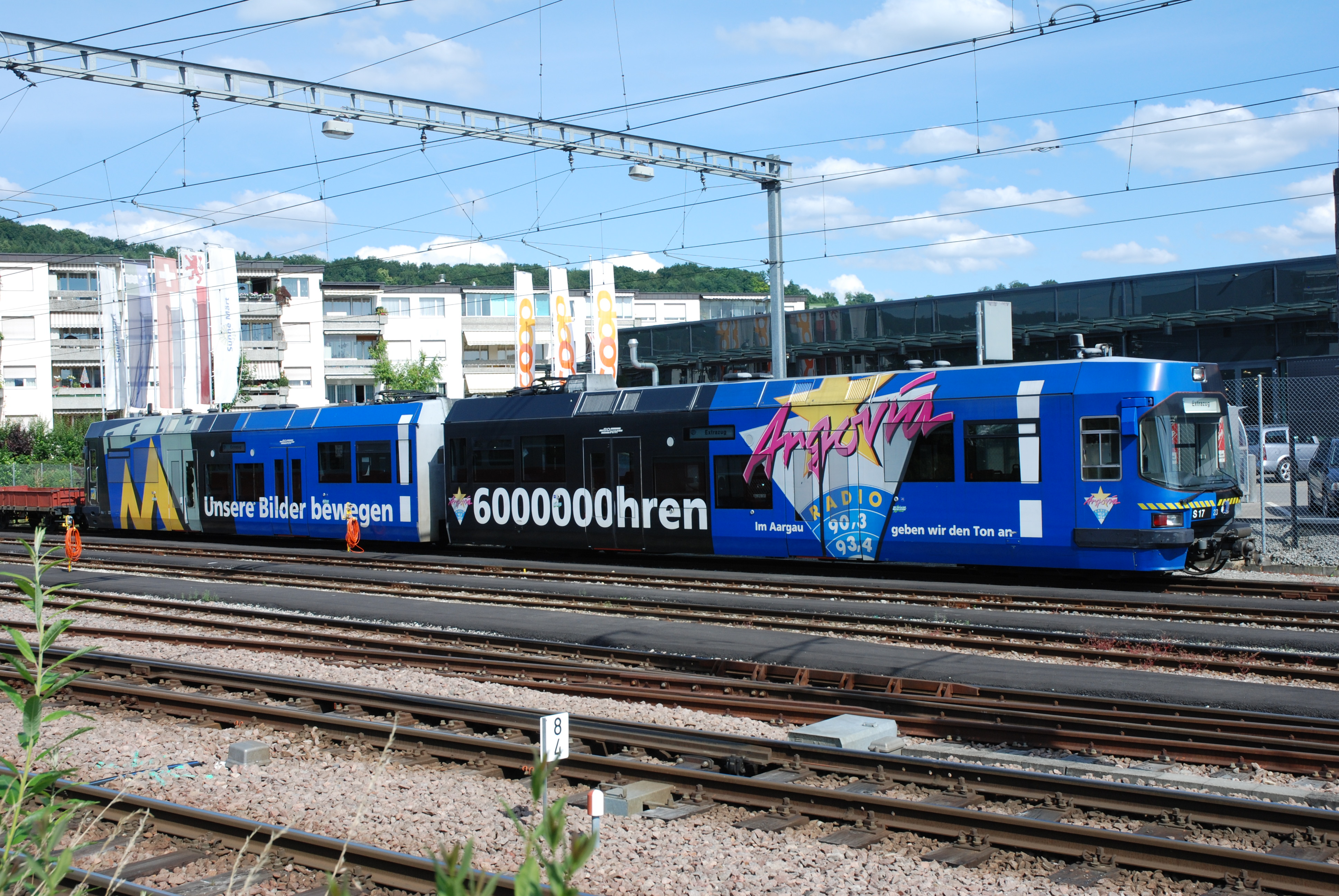
Be 4/8 23 mit Werbung für «Radio Argovia/Tele M1» in Bremgarten
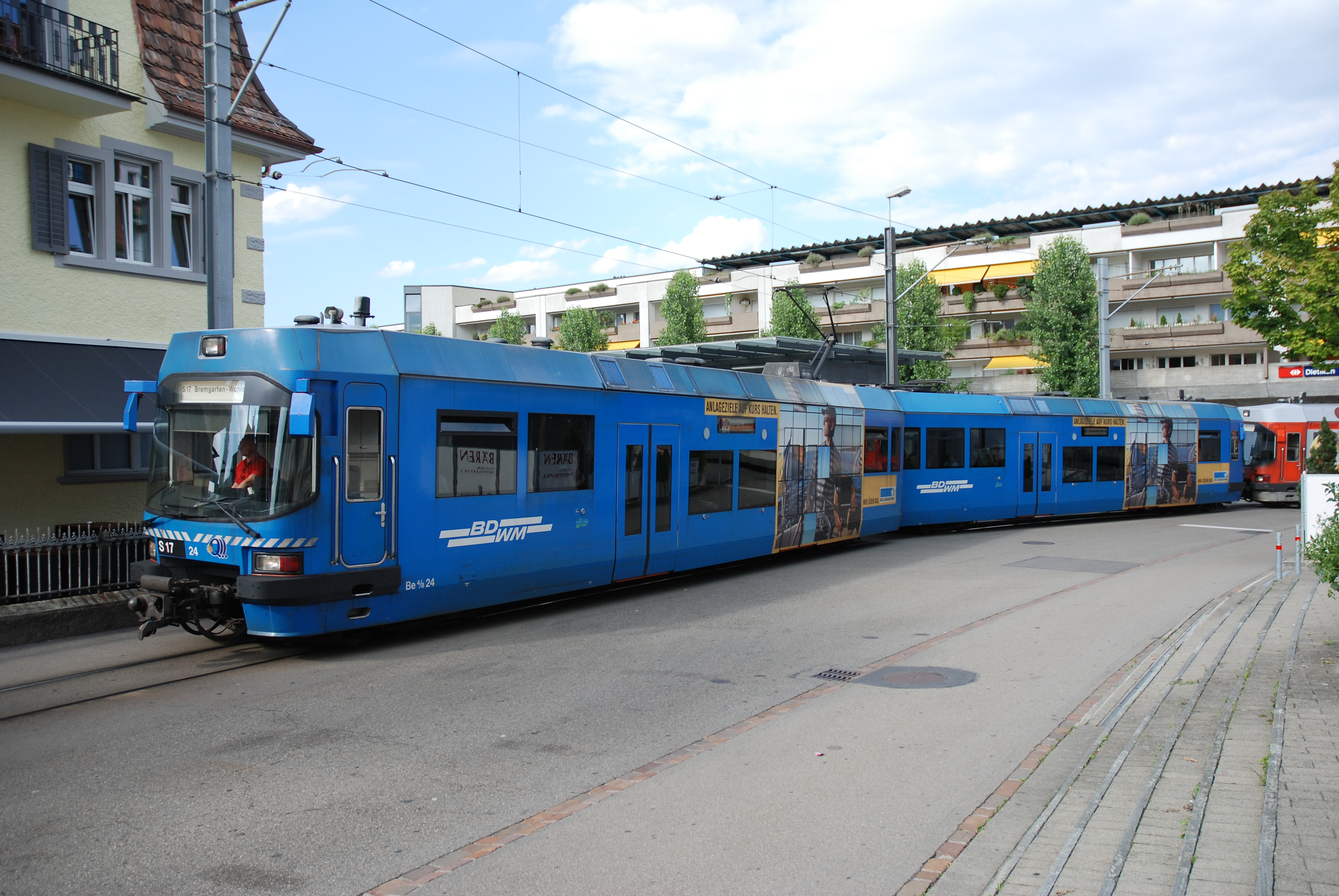
Be 4/8 24 mit Werbung für «Neue Aargauer Bank» in Dietikon
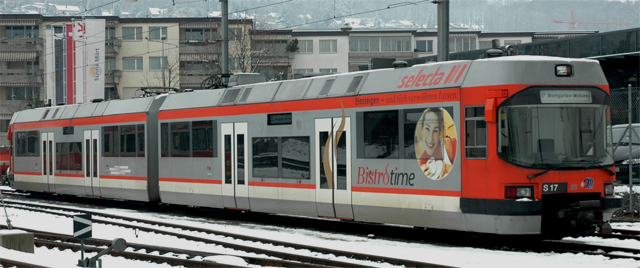
Be 4/8 25 mit Selecta-Verpflegungszone in Bremgarten

Im Jahr 2006 entschied die BDWM Transport 14 neue Züge ABe 4/8 «Diamant» zu kaufen. Da die Be 4/8 dadurch überzählig wurden, entschloss man sich für einen Verkauf an die WSB. Mit ein Grund war auch, dass die Platzverhältnisse im Depot in Bremgarten trotz Erweiterung nur knapp genügend Platz boten, um die neuen Züge zu warten und abzustellen. Im Frühling 2010 verliess der erste Triebwagen Be 4/8 22 die BDWM für den Umbau und die Anpassungen für das Netz der WSB. Ihm folgten bis ins Jahr 2011 die weiteren Züge in der Reihenfolge 25, 24, 23 und 21. Damit war die Ära der Be 4/8 bei der BDWM beendet.